# Skidmore, Owings and Merrill

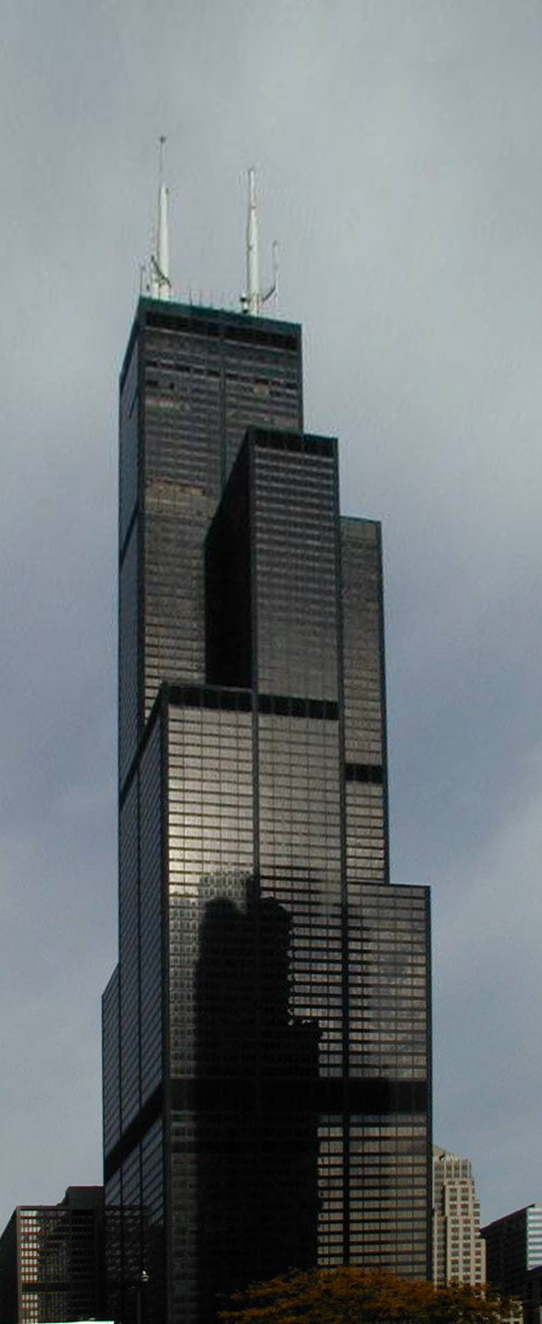
Torre Sears, Chicago

Skidmore, Owings and Merrill és un estudi d'arquitectura estatunidenc, també conegut sota les sigles SOM. Va ser constituït a Chicago l'any 1936 per Louis Skidmore i Nathaniel Owings.
El 1939 es va incorporar John Merrill. SOM ha arribat a ser famós pels seus gratacels en forma de caixa de cristall, estil en el qual va ser pioner. L'estudi ha construït els gratacels més alts dels Estats Units i ha dedicat per això de forma permanent una bona part dels seus col·laboradors als càlculs d'estructures. L'arquitectura de SOM és sòbria i elegant, sense elements d'ornament innecessaris. En els seus projectes domina l'aspecte estructural dels seus edificis, sense que això els confereixi una aparença tecnificada.
Els tres socis que donen el nom a la signatura han mort. Skidmore, que havia nascut el 1897 va morir el 1962; Owings, nascut el 1903, va morir el 1984; i Merril, nascut el 1896, va morir el 1975. L'estudi estava ben organitzat i gaudia d'un elevat prestigi a nivell internacional. Tot això li ha permès seguir treballant, mantenint-se fidel als criteris arquitectònics dels tres socis inicials.
Al llarg dels seus més de 65 anys d'existència, SOM ha rebut més de 800 premis d'arquitectura i disseny. El 1961 va rebre el primer premi de l'Institut Americà d'Arquitectura concedit a un estudi d'arquitectura, i el va tornar a guanyar el 1996. Actualment, la signatura disposa d'oficines a Chicago, Nova York, San Francisco, Washington DC, Los Angeles, Londres, Hong Kong i Sao Paulo.

## Obres representatives
- Centre de Convencions i Exposicions (Hong Kong)
- Pla mestre i edificis a Canary Wharf (Londres)
- Edificis a Heathrow (Londres)
- Seu central d'IBM (Dallas, Texas)
- Torre J.P. Morgan Chase (Dallas, Texas)
- Ajuntament (Columbus, Ohio)
- Hotel Vista International (Nova York)
- Torre Fiat / Framatome a La Défense (París)
- Aeroport Internacional Rei Abdul Aziz (Jedda, Aràbia Saudita)
- Torre Sears (Chicago)
- Torre John Hancock Center (Chicago)
- Seu central de Boots Chemists (Beeston, Nova York)
- Centre Carlton (Johannesburg)
- Edifici Lever (Nova York)
- Edifici O. S. Steel (Nova York)
- Seu central del Bank of America (San Francisco)
- Seu principal del Banc Lambert (Brussel·les)
- Edifici Alcoa (San Francisco)
- Biblioteca per a manuscrits i llibres rars de la Universitat Yale (New Haven, Connecticut)
- Gratacels popularment anomenat Matitone, a Gènova
- Hotel Arts, Barcelona (1992)